# 姚黄眉
姚黄眉（?—?），五胡十六国后秦的君主姚兴的儿子，魏明元帝昭哀皇后之弟。
后秦姚泓灭亡于东晋，姚黄眉归北魏，魏明元帝厚待他，赐爵陇西公，命他尚阳翟公主，拜驸马都尉，赐二百隶户。魏太武帝即位，改任内都大官，后拜太常卿。死后赠雍州刺史、陇西王，谥号献，陪葬金陵。姚黄眉宽和温厚，少言得失。太武帝悼念可惜，所以赠有加礼。

## 延伸阅读
[在维基数据编辑]
 《魏書/卷83上》，出自魏收《魏书》